# Прилуківка
Прилу́ківка (до 1945 р. — Мюнстерберґ) — село в Україні, у Мелітопольському районі Запорізької області. Входить до складу Терпіннівської сільської громади. Населення становить 214 осіб.

## Географія
Село Прилуківка розташоване на лівому березі річки Молочна, вище за течією на відстані 1,5 км розташоване село Кам'янське, нижче за течією на відстані 1,5 км розташоване село Травневе, на протилежному березі — село Троїцьке. Річка в цьому місці звивиста, утворює лимани, стариці та заболочені озера. Через село проходить автомобільна дорога Р85.

## Історія
Село було засноване пруськими менонітами в 1804 році під назвою Мінстерберг (Münsterberg). Цю назву село отримало на честь однойменного села в Західній Пруссії. У перекладі з німецької Münster означає «собор», Berg — «гора».
Поля і сади села страждали від повеней, тому з часом жителі Мінстерберга стали селитися на височини.
У 1811 році за сільською громадою було закріплено 1543 десятини землі, в 1857 — 1430 десятин, в 1914 — 1844 десятини. На 1857 — в селі було 22 двори, на 1914 — 64 двори. До 1871 року Мінстерберг входив в Молочанський менонітський округ, потім — в Гальбштадтську (Молочанськ) волость Бердянського повіту.
У 1926 році в Мінстерберзі діяла початкова школа, працював колгосп «Мінстербергське», село було центром сільради.
У часи Голодомору 1932–1933 років в селі помер від голоду 1 чоловік.
У 1945 році село було перейменоване в Прилуківку.
До 2020 року орган місцевого самоврядування — Світлодолинська сільська рада.

## Населення

### Мова
Розподіл населення за рідною мовою за даними перепису 2001 року:
| Мова            | Кількість | Відсоток |
| --------------- | --------- | -------- |
| українська      | 146       | 68.22%   |
| російська       | 52        | 24.30%   |
| болгарська      | 1         | 0.47%    |
| інші/не вказали | 15        | 7.01%    |
| Усього          | 214       | 100%     |